# Скулябин, Алексей Борисович
Алексей Борисович Скулябин (род. 1 декабря 1946 года, Вологда) — советский и российский тренер по лёгкой атлетике. Заслуженный тренер СССР и России. Спортивный судья всероссийской категории по лёгкой атлетике (2017).

## Биография
Родился 1 декабря 1946 года в Вологде. Позже он переехал в Ярославль, где окончил факультет физического воспитания Ярославского государственного педагогического университета имени К. Д. Ушинского.
С 1972 года Алексей Борисович работает в Ярославской школе олимпийского резерва, где является старшим тренером-преподавателем отделения прыжков с шестом.
Наиболее известным воспитанником Скулябина является олимпийский чемпион 1992 года, чемпион мира 1999 года, чемпион Европы 1998 года Максим Тарасов, который тренировался у него с 9 лет. В настоящее время Алексей Борисович тренирует молодых спортсменок — прыгуний с шестом Кристину Комарову и Елизавету Майорову.

## Награды и звания
- Почётное звание «Заслуженный тренер РСФСР».
- Почётное звание «Заслуженный тренер СССР».
- Нагрудный знак «Отличник народного просвещения РСФСР».
- Медаль «За трудовое отличие».
- Медаль ордена «За заслуги перед Отечеством» II степени (1999)[11].
- Почётная грамота губернатора Ярославской области (2011)[12].
- Нагрудный знак «Отличник физической культуры и спорта» (2012)[13].